# Miami Open 2022
Miami Open 2022, oficiálně se jménem sponzora Miami Open presented by Itaú 2022, byl společný tenisový turnaj mužského okruhu ATP Tour a ženského okruhu WTA Tour hraný v areálu Hard Rock Stadium na otevřených dvorcích s tvrdým povrchem Laykold. Konal se mezi 22. březnem až 3. dubnem 2022 ve floridském Miami Gardens, městě miamské metropolitní oblasti, jako třicátý sedmý ročník turnaje. 
V důsledku invaze Ruska na Ukrajinu na konci února 2022 řídící organizace tenisu ATP, WTA a ITF s grandslamy rozhodly, že ruští a běloruští tenisté mohou dále na okruzích startovat, ale do odvolání nikoli pod vlajkami Ruska a Běloruska.
Mužská polovina se řadila do kategorie okruhu ATP Tour Masters 1000 a její dotace činila 9 554 920 amerických dolarů. Ženská část s rozpočtem 8 584 055 dolarů patřila do kategorie WTA 1000. Generálním sponzorem byl posedmé bankovní dům Itaú. Nejvýše nasazenými hráči v singlových soutěžích se stali ruská světová dvojka Daniil Medveděv a pátá hráčka klasifikace Aryna Sabalenková z Běloruska.
Třetí singlový titul na okruhu ATP Tour vybojoval Carlos Alcaraz, jenž se v 18 letech, 10 měsících a 29 dnech stal třetím nejmladším šampionem série Masters od roku 1990 a nejmladším vítězem Miami Masters, když překonal věkový rekord 19letého Djokoviće z Miami Masters 2007. Rovněž se stal prvním španělským šampionem v Miami po osmi finálových porážkách krajanů. Šestou trofej z dvouhry okruhu WTA Tour si odvezla Polka Iga Świąteková, jež se po triumfu na předcházejícím Indian Wells Masters stala čtvrtou a nejmladší držitelkou Sunshine Double. Jako první od Sereny Williamsové a sezóny 2013 ovládla třetí turnaj v kategorii WTA 1000, nástupkyni Premier Mandatory a 5, za sebou. Poražená z boje o titul Naomi Ósakaová představovala jako 77. hráčka žebříčku nejníže postavenou miamskou finalistku v historii.
Mužskou čtyřhru ovládla polsko-americká dvojice Hubert Hurkacz a John Isner, jejíž členové získali premiérovou společnou trofej. Isner se po Švýcaru Jakobu Hlaskovi z roku 1989 stal teprve druhým mužským deblistou, jenž zkompletoval Sunshine double s dvěma různými spoluhráči. Do předcházejícího Indian Wells Masters 2022 nastoupil se Sockem. V ženském deblu triumfoval německo-ruský pár Laura Siegemundová a Věra Zvonarevová. Jeho členky udržely třetí trofejí z desátého společně odehraného turnaje finálovou neporazitelnost.
V den rozehrání ženské dvouhry oznámila ukončení profesionální kariéry úřadující světová jednička a dvojnásobná obhájkyně titulu Ashleigh Bartyová z Austrálie. Po skončení ji na čele klasifikace vystřídala Iga Świąteková jako první singlová jednička z Polska i první jednička narozená ve 21. století bez rozdílu soutěže. Rovněž v mužské čtyřhře se novou světovou jedničkou stal Joe Salisbury, jakožto druhý Brit v historii.

## Rozdělení bodů a finančních odměn

### Rozdělení bodů
| Soutěž       | Soutěž       | vítězové | finalisté | semifinalisté | čtvrtfinalisté | 16 v kole | 32 v kole | 64 v kole | 96 v kole | Q  | Q2 | Q1 |
| ------------ | ------------ | -------- | --------- | ------------- | -------------- | --------- | --------- | --------- | --------- | -- | -- | -- |
| dvouhra mužů | [ 2 ] [ 14 ] | 1000     | 600       | 360           | 180            | 90        | 45        | 25        | 10        | 16 | 8  | 0  |
| čtyřhra mužů |              | 1000     | 600       | 360           | 180            | 90        | 0         | —         | —         | —  | —  | —  |
| dvouhra žen  | [ 3 ] [ 15 ] | 1000     | 650       | 390           | 215            | 120       | 65        | 35        | 10        | 30 | 20 | 2  |
| čtyřhra žen  | [ 16 ]       | 1000     | 650       | 390           | 215            | 120       | 10        | —         | —         | —  | —  | —  |

### Finanční odměny
| Soutěž                                | Soutěž       | vítězové    | finalisté | semifinalisté | čtvrtfinalisté | 16 v kole | 32 v kole | 64 v kole | 96 v kole | Q2      | Q1      |
| ------------------------------------- | ------------ | ----------- | --------- | ------------- | -------------- | --------- | --------- | --------- | --------- | ------- | ------- |
| dvouhra mužů                          | [ 2 ] [ 14 ] | 1 231 245 $ | 646 110 $ | 343 985 $     | 179 940 $      | 94 575 $  | 54 400 $  | 30 130 $  | 18 200 $  | 9 205 $ | 5 025 $ |
| dvouhra žen                           | [ 3 ] [ 15 ] | 1 231 245 $ | 646 110 $ | 343 985 $     | 179 940 $      | 94 575 $  | 54 400 $  | 30 130 $  | 18 200 $  | 9 205 $ | 5 025 $ |
| čtyřhra mužů                          | [ 17 ]       | 426 010 $   | 225 980 $ | 120 520 $     | 61 100 $       | 32 630 $  | 17 580 $  | —         | —         | —       | —       |
| čtyřhra žen                           | [ 16 ]       | 426 010 $   | 225 980 $ | 120 520 $     | 61 100 $       | 32 630 $  | 17 580 $  | —         | —         | —       | —       |
| částky ve čtyřhře jsou uvedeny na pár |              |             |           |               |                |           |           |           |           |         |         |

## Dvouhra mužů

### Nasazení
| Stát                           | Hráč                  | ATP | Nasazení |
| ------------------------------ | --------------------- | --- | -------- |
|                                | Daniil Medveděv       | 2.  | 1.       |
| Německo                        | Alexander Zverev      | 4.  | 2.       |
| Řecko                          | Stefanos Tsitsipas    | 5.  | 3.       |
| Itálie                         | Matteo Berrettini     | 6.  | 4.       |
|                                | Andrej Rubljov        | 7.  | 5.       |
| Norsko                         | Casper Ruud           | 8.  | 6.       |
| Kanada                         | Félix Auger-Aliassime | 9.  | 7.       |
| Polsko                         | Hubert Hurkacz        | 10. | 8.       |
| Itálie                         | Jannik Sinner         | 11. | 9.       |
| Spojené království             | Cameron Norrie        | 12. | 10.      |
| USA                            | Taylor Fritz          | 13. | 11.      |
| Kanada                         | Denis Shapovalov      | 14. | 12.      |
| Argentina                      | Diego Schwartzman     | 15. | 13.      |
| Španělsko                      | Carlos Alcaraz        | 16. | 14.      |
| Španělsko                      | Roberto Bautista Agut | 17. | 15.      |
| USA                            | Reilly Opelka         | 18. | 16.      |
| Španělsko                      | Pablo Carreño Busta   | 19. | 17.      |
| Gruzie                         | Nikoloz Basilašvili   | 20. | 18.      |
| Itálie                         | Lorenzo Sonego        | 21. | 19.      |
| USA                            | John Isner            | 22. | 20.      |
| Chorvatsko                     | Marin Čilić           | 23. | 21.      |
| Francie                        | Gaël Monfils          | 24. | 22.      |
|                                | Karen Chačanov        | 25. | 23.      |
| Spojené království             | Daniel Evans          | 27. | 24.      |
| Austrálie                      | Alex de Minaur        | 28. | 25.      |
| Bulharsko                      | Grigor Dimitrov       | 29. | 26.      |
| Chile                          | Cristian Garín        | 30. | 27.      |
| USA                            | Frances Tiafoe        | 31. | 28.      |
|                                | Aslan Karacev         | 32. | 29.      |
| Kazachstán                     | Alexandr Bublik       | 33. | 30.      |
| Itálie                         | Fabio Fognini         | 34. | 31.      |
| Španělsko                      | Albert Ramos-Viñolas  | 35. | 32.      |
| Žebříček ATP k 21. březnu 2022 |                       |     |          |

### Jiné formy účasti

#### Divoké karty
- Jack Draper
- Nick Kyrgios
- Andy Murray
- Emilio Nava
- Šang Ťün-čcheng

#### Žebříčková ochrana
- Aljaž Bedene
- Borna Ćorić
- Gilles Simon
- Jo-Wilfried Tsonga

#### Kvalifikanti
Podrobnější informace naleznete v článkové sekci Kvalifikace.
- Fernando Verdasco
- Michail Kukuškin
- Mitchell Krueger
- Jošihito Nišioka
- Emilio Gómez
- Thanasi Kokkinakis
- Jaume Munar
- Denis Kudla
- Daniel Elahi Galán
- Taró Daniel
- J. J. Wolf
- Jack Sock

#### Šťastný poražený
- Kevin Anderson

### Odhlášení
- Pablo Andújar → nahradil jej  Roberto Carballés Baena
- Matteo Berrettini → nahradil jej  Kevin Anderson
- Novak Djoković → nahradil jej  Henri Laaksonen
- James Duckworth → nahradil jej  Sebastián Báez
- Roger Federer → nahradil jej  Francisco Cerúndolo
- Ilja Ivaška → nahradil jej  Daniel Altmaier
- Filip Krajinović → nahradil jej  Jordan Thompson
- Alex Molčan → nahradil jej  Oscar Otte
- Rafael Nadal → nahradil jej  John Millman
- Kei Nišikori → nahradil jej  Kamil Majchrzak
- Dominic Thiem  → nahradil jej  Juan Manuel Cerúndolo

## Mužská čtyřhra

### Nasazení
| Stát                                                                                    | Hráč                 | Stát               | Hráč             | ATP | Nasazení |
| --------------------------------------------------------------------------------------- | -------------------- | ------------------ | ---------------- | --- | -------- |
| Chorvatsko                                                                              | Nikola Mektić        | Chorvatsko         | Mate Pavić       | 4.  | 1.       |
| USA                                                                                     | Rajeev Ram           | Spojené království | Joe Salisbury    | 6.  | 2.       |
| Španělsko                                                                               | Marcel Granollers    | Argentina          | Horacio Zeballos | 11. | 3.       |
| Austrálie                                                                               | John Peers           | Slovensko          | Filip Polášek    | 21. | 4.       |
| Kolumbie                                                                                | Juan Sebastián Cabal | Kolumbie           | Robert Farah     | 26. | 5.       |
| Nizozemsko                                                                              | Wesley Koolhof       | Spojené království | Neal Skupski     | 33. | 6.       |
| Spojené království                                                                      | Jamie Murray         | Brazílie           | Bruno Soares     | 38. | 7.       |
| Francie                                                                                 | Nicolas Mahut        | Francie            | Fabrice Martin   | 48. | 8.       |
| Žebříček ATP k 21. březnu 2022; číslo je součtem žebříčkového postavení obou členů páru |                      |                    |                  |     |          |

### Jiné formy účasti
Následující páry obdržely divokou kartu do hlavní soutěže:
- Hubert Hurkacz /  John Isner
- Thanasi Kokkinakis /  Nick Kyrgios
- Feliciano López /  Stefanos Tsitsipas

Následující pár nastoupil z pozice náhradníka:
- Marin Čilić /  Łukasz Kubot

Následující pár nastoupil pod žebříčkovou ochranou:
- Austin Krajicek /  Édouard Roger-Vasselin

### Odhlášení
před zahájením turnaje
- Ilja Ivaška /   Karen Chačanov → nahradili je   Karen Chačanov /   Andrej Rubljov
- Reilly Opelka /  Jannik Sinner → nahradili je  Marin Čilić /  Łukasz Kubot
- Tim Pütz /  Michael Venus → nahradili je  Lloyd Glasspool /  Michael Venus

## Ženská dvouhra

### Nasazení
| Stát                           | Hráčka                   | WTA | Nasazení |
| ------------------------------ | ------------------------ | --- | -------- |
|                                | Aryna Sabalenková        | 5.  | 1.       |
| Polsko                         | Iga Świąteková           | 2.  | 2.       |
| Estonsko                       | Anett Kontaveitová       | 7.  | 3.       |
| Řecko                          | Maria Sakkariová         | 3.  | 4.       |
| Španělsko                      | Paula Badosová           | 6.  | 5.       |
| Česko                          | Karolína Plíšková        | 8.  | 6.       |
| Španělsko                      | Garbiñe Muguruzaová      | 9.  | 7.       |
| Tunisko                        | Ons Džabúrová            | 10. | 8.       |
| USA                            | Danielle Collinsová      | 11. | 9.       |
| Lotyšsko                       | Jeļena Ostapenková       | 12. | 10.      |
| Spojené království             | Emma Raducanuová         | 13. | 11.      |
|                                | Viktoria Azarenková      | 16. | 12.      |
| Německo                        | Angelique Kerberová      | 15. | 13.      |
| USA                            | Coco Gauffová            | 17. | 14.      |
| Ukrajina                       | Elina Svitolinová        | 20. | 15.      |
| USA                            | Jessica Pegulaová        | 21. | 16.      |
| Kazachstán                     | Jelena Rybakinová        | 18. | 17.      |
| Kanada                         | Leylah Fernandezová      | 22. | 18.      |
| Slovinsko                      | Tamara Zidanšeková       | 25. | 19.      |
| Belgie                         | Elise Mertensová         | 24. | 20.      |
|                                | Veronika Kuděrmetovová   | 23. | 21.      |
| Švýcarsko                      | Belinda Bencicová        | 28. | 22.      |
| Rumunsko                       | Simona Halepová          | 19. | 23.      |
| Rumunsko                       | Sorana Cîrsteaová        | 27. | 24.      |
|                                | Darja Kasatkinová        | 29. | 25.      |
| USA                            | Madison Keysová          | 26. | 26.      |
| Itálie                         | Camila Giorgiová         | 31. | 27.      |
| Česko                          | Petra Kvitová            | 32. | 28.      |
|                                | Ljudmila Samsonovová     | 30. | 29.      |
| Česko                          | Markéta Vondroušová      | 33. | 30.      |
| Francie                        | Alizé Cornetová          | 36. | 31.      |
| Španělsko                      | Sara Sorribesová Tormová | 35. | 32.      |
| Žebříček WTA k 21. březnu 2022 |                          |     |          |

### Jiné formy účasti

#### Divoké karty
- Hailey Baptisteová
- Alex Ealová
- Linda Fruhvirtová
- Sofia Keninová
- Ashlyn Kruegerová
- Robin Montgomeryová
- Darja Savilleová
- Nastasja Schunková

#### Žebříčková ochrana
- Laura Siegemundová

#### Kvalifikantky
Podrobnější informace naleznete v článkové sekci Kvalifikace.
- Dalma Gálfiová
- Wang Sin-jü
- Rebecca Marinová
- Jüan Jüe
- Věra Zvonarevová
- Magdalena Fręchová
- Anna Kalinská
- Jekatěrine Gorgodzeová
- Lauren Davisová
- Marie Bouzková
- Kirsten Flipkensová
- Wang Čchiang

#### Šťastné poražené
- Lucia Bronzettiová
- Lesja Curenková
- Storm Sandersová
- Harmony Tanová
- Stefanie Vögeleová

### Odhlášení
- Ashleigh Bartyová → nahradila ji  Misaki Doiová
- Jaqueline Cristianová → nahradila ji  Caroline Garciaová
- Camila Giorgiová → nahradila ji  Stefanie Vögeleová
- Varvara Gračovová → nahradila ji  Greet Minnenová
- Simona Halepová → nahradila ji  Harmony Tanová
- Sofia Keninová → nahradila ji  Lucia Bronzettiová
- Barbora Krejčíková → nahradila ji  Panna Udvardyová
- Garbiñe Muguruzaová → nahradila ji  Storm Sandersová
- Camila Osoriová → nahradila ji  Naomi Ósakaová
- Anastasija Pavljučenkovová → nahradila ji  Čeng Čchin-wen
- Rebecca Petersonová → nahradila ji  Heather Watsonová
- Andrea Petkovicová → nahradila ji  Astra Sharmaová
- Markéta Vondroušová → nahradila ji  Lesja Curenková

## Ženská čtyřhra

### Nasazení
| Stát                                                                                    | Hráčka                       | Stát       | Hráčka             | WTA | Nasazení |
| --------------------------------------------------------------------------------------- | ---------------------------- | ---------- | ------------------ | --- | -------- |
|                                                                                         | Veronika Kuděrmetovová       | Belgie     | Elise Mertensová   | 9.  | 1.       |
| Austrálie                                                                               | Storm Sandersová             | Česko      | Kateřina Siniaková | 18. | 2.       |
| Austrálie                                                                               | Samantha Stosurová           | Čína       | Čang Šuaj          | 19. | 3.       |
| USA                                                                                     | Coco Gauffová                | USA        | Caty McNallyová    | 23. | 4.       |
| Chorvatsko                                                                              | Darija Juraková Schreiberová | Slovinsko  | Andreja Klepačová  | 29. | 5.       |
| Kanada                                                                                  | Gabriela Dabrowská           | Mexiko     | Giuliana Olmosová  | 31. | 6.       |
| USA                                                                                     | Desirae Krawczyková          | Nizozemsko | Demi Schuursová    | 37. | 7.       |
| Česko                                                                                   | Marie Bouzková               | Česko      | Lucie Hradecká     | 40. | 8.       |
| Žebříček WTA k 7. březnu 2022; číslo je součtem žebříčkového postavení obou členek páru |                              |            |                    |     |          |

### Jiné formy účasti
Následující páry obdržely divokou kartu do hlavní soutěže:
- Belinda Bencicová /  Ana Konjuhová
- Leylah Fernandezová /  Ingrid Neelová
- Ashlyn Kruegerová /  Robin Montgomeryová

Následující páry nastoupily z pozice náhradníků:
- Jekatěrina Alexandrovová /  Jang Čao-süan
- Magda Linetteová /  Sara Sorribesová Tormová

Následující páry nastoupily pod žebříčkovou ochranou:
- Kirsten Flipkensová /  Sania Mirzaová
- Tereza Mihalíková /  Květa Peschkeová
- Alexandra Panovová /  Anastasia Rodionovová
- Laura Siegemundová /   Věra Zvonarevová

### Odhlášení
před zahájením turnaje
- Alexa Guarachiová /  Nicole Melicharová-Martinezová → nahradily je  Alexa Guarachiová /  Sü I-fan
- Barbora Krejčíková /  Kateřina Siniaková → nahradily je  Storm Sandersová /  Kateřina Siniaková
- Ashlyn Kruegerová /  Robin Montgomeryová → nahradily je   Jekatěrina Alexandrovová /  Jang Čao-süan
- Magda Linetteová /  Bernarda Peraová → nahradily je   Lidzija Marozavová /  Sabrina Santamariová
- Petra Martićová /  Shelby Rogersová → nahradily je   Alexandra Panovová /  Anastasia Rodionovová

## Přehled finále

### Mužská dvouhra
- Carlos Alcaraz vs.  Casper Ruud, 7–5, 6–4

### Ženská dvouhra
- Iga Świąteková vs.  Naomi Ósakaová, 6–4, 6–0

### Mužská čtyřhra
- Hubert Hurkacz /  John Isner vs.  Wesley Koolhof /  Neal Skupski, 7–6(7–5), 6–4

### Ženská čtyřhra
- Laura Siegemundová /   Věra Zvonarevová vs.   Veronika Kuděrmetovová /  Elise Mertensová, 7–6(7–3), 7–5